# جان باتيست لابل
جان باتيست لابل هو عازف بيانو وملحن كندي، ولد في 1 سبتمبر 1825 في برلينغتون في الولايات المتحدة، وتوفي في 9 سبتمبر 1898 في مونتريال في كندا.